# Padesát odstínů (filmová série)
Filmová trilogie Padesát odstínů je zpracováním stejnojmenné knižní předlohy americké autorky E. L. James. Tři filmy (Padesát odstínů šedi, 2015; Padesát odstínů temnoty, 2017 a Padesát odstínů svobody, 2018) byly natočeny ve spolupráci s autorkou i jejím manželem, který natočil dva poslední díly. Nejúspěšnějším filmem byl první díl, který vydělal na celosvětových tržbách 571 milionů dolarů, celkově k 6. dubnu 2018 vydělala trojice těchto filmů téměř 1,325 miliardy dolarů (v průměru téměř 442 milionů dolarů na každý film) a stala se tak jednou z komerčně nejúspěšnějších sérií snímků tohoto žánru vůbec.

## Děj
Filmová trilogie zpracovává příběh studentky anglické literatury Anastasie Steelové a miliardáře Christiana Greye na pozadí neortodoxních erotických choutek a záliby v BDSM praktikách. Zpočátku sobecký a nepřístupný Grey, který Anu pouze využívá však stále více podléhá svým probuzeným citům a stává se romantickým a přístupným. Příběh završí svatba a naznačené spokojené manželství původně nesourodého páru.

## Obsazení
V hlavních rolích se ve všech třech filmech objevuje herečka Dakota Johnson jako Anastasie Steelová a herec Jamie Dornan jako Christian Grey.

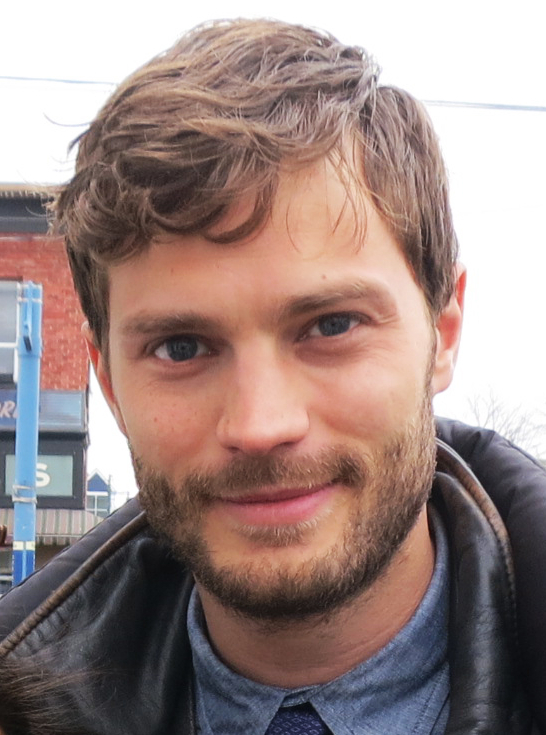
Představitel hlavní mužské role Jamie Dornan (2013)
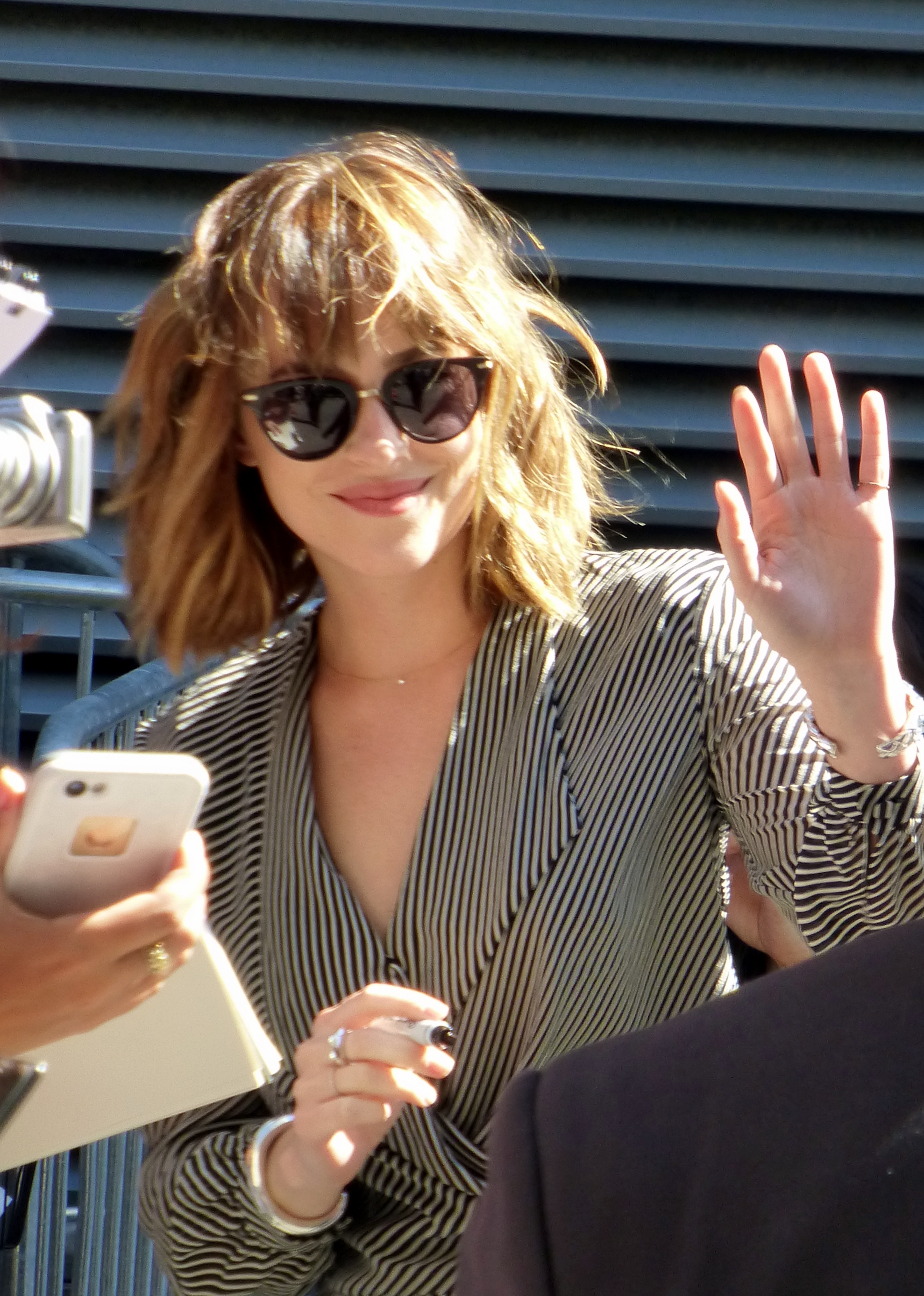
Představitelka hlavní ženské role Dakota Johnson (2015)